# 妹尾美幸
妹尾 美幸（せのお みゆき、1983年7月11日 - ）は、アパレルセレクトショップ代表である。大阪府出身。
女性ファッション誌「JJ」、「JJbis」、「ViVi」の読者モデルを経て、現在アパレルセレクトショップ「CANDY SHOWER」の代表をつとめる。

## 人物
- 身長：157cm
- 血液型：A型
- 趣味：買い物、ドライブ
- 特技：ダンス
- 妹が1人いる（本人のブログより）

## 出演
- KissFM KOBE「SweetCube」パーソナルDJ